# Port lotniczy Al-Arisz
Międzynarodowy port lotniczy Al-Arisz (arab. مطار العريش الدولي; oficjalna nazwa w ang. El Arish International Airport) – port lotniczy położony na południe od miasta Al-Arisz w Egipcie.

## Położenie
Lotnisko znajduje się w odległości 6 kilometrów na południe od centrum miasta Al-Arisz, w muhafazie Synaj Północny.
Przy lotnisku znajduje się zamknięta strefa wojskowa z lądowiskiem dla helikopterów. Poza terenem lotniska jest szpital rządowy.

## Historia
Pierwotnie znajdowała się tutaj baza lotnicza egipskich sił powietrznych. Posiadała ona trzy betonowe pasy startowe. Podczas wojen izraelsko-arabskich lotnisko Al-Arisz było wielokrotnie bombardowane i niszczone przez Siły Powietrzne Izraela. Podczas Wojny sześciodniowej w 1967 Izraelczycy zajęli cały półwysep Synaj. Wybudowali wówczas w pobliżu bazę lotniczą Al Gora. Z tego powodu nie odbudowywano bazy lotniczej Al-Arisz. W ramach procesu pokojowego wojska izraelskie opuściły Synaj, i w 1979 zawarto traktat pokojowy izraelsko-egipski. Traktat ograniczał egipską obecność wojskową na półwyspie Synaj, w związku z tym nie uruchomiono tutejszych baz lotniczych, które w bardzo ograniczonym stopniu pełnią rolę cywilnych portów lotniczych.
Od 2000 z lotniska korzystają palestyńskie linie lotnicze Palestinian Airlines. Jest to najbliżej położone lotnisko cywilne od Strefy Gazy, gdzie izraelska armia zniszczyła pas startowy portu lotniczego im. Jasera Arafata. Obecnie lotniska w Al-Arisz jest wykorzystywane głównie do obsługi palestyńskich pasażerów pielgrzymujących do Arabii Saudyjskiej. Jest tu także przyjmowana międzynarodowa pomoc humanitarna dla Strefy Gazy.

## Linie lotnicze i połączenia (zawieszone)
| Linie lotnicze       | Kierunek                                     |
| -------------------- | -------------------------------------------- |
| Palestinian Airlines | 1. Amman (zawieszone) 2. Dżudda (zawieszone) |

Od 2023 loty z/do Al-Arisz są zawieszone z powodu konfliktu Izraela z Palestyną